# غابة لابا
غابة لابا (بالإنجليزية: Laba Forest) هي غابةٌ محميةٌ، تقع في بوركينا فاسو، مقاطعة سانغيي. يُقدَّر ارتفاع التضاريس عن مستوى سطح البحر بحوالي 260 مترًا.